# Kamishihoro
Kamishihoro (上士幌町, Kamishihoro-chō) est un bourg du district de Katō, situé dans la sous-préfecture de Tokachi, sur l'île de Hokkaidō, au Japon.

## Géographie

### Démographie
Au 30 septembre 2015, la population de Kamishihoro s'élevait à 4 896 habitants répartis sur une superficie de 694,23 km2.

### Climat
| Mois                                             | jan.       | fév.       | mars       | avril      | mai       | juin      | jui.      | août      | sep.      | oct.      | nov.       | déc.       | année      |
| ------------------------------------------------ | ---------- | ---------- | ---------- | ---------- | --------- | --------- | --------- | --------- | --------- | --------- | ---------- | ---------- | ---------- |
| Température minimale moyenne (°C)                | −13,4      | −13,2      | −7,7       | −1         | 4,6       | 9,5       | 13,8      | 15        | 10,7      | 3,7       | −2,7       | −10        | 0,8        |
| Température moyenne (°C)                         | −7,7       | −7,1       | −2,3       | 4,3        | 10,4      | 14,2      | 17,8      | 18,9      | 15,2      | 8,8       | 2          | −4,8       | 5,8        |
| Température maximale moyenne (°C)                | −2,9       | −2         | 2,6        | 10,1       | 16,5      | 19,9      | 22,9      | 23,9      | 20,4      | 14,2      | 6,6        | −0,5       | 11         |
| Record de froid (°C) date du record              | −23,9 1979 | −25,9 1978 | −21,3 1986 | −13,7 1987 | −5,4 1991 | −0,4 1983 | 4,7 2003  | 5,1 2002  | −0,4 2001 | −6,5 2004 | −14,2 2019 | −20,8 2012 | −25,9 1978 |
| Record de chaleur (°C) date du record            | 6 1980     | 9,8 2010   | 15,9 2018  | 28,2 1998  | 36,4 2019 | 36,6 2010 | 35,9 2021 | 34,2 2007 | 31,5 2020 | 25,6 1978 | 20 2003    | 11,9 1990  | 36,6 2020  |
| Ensoleillement (h)                               | 155        | 151,9      | 190,3      | 178,5      | 169,4     | 134,9     | 111,1     | 115,4     | 138,9     | 168,1     | 147,4      | 141,3      | 1 804,1    |
| Précipitations (mm)                              | 30,9       | 21,5       | 39,9       | 62         | 98,5      | 91,6      | 134,4     | 175,4     | 149,1     | 88,2      | 51,4       | 40         | 981,7      |
| dont neige (cm)                                  | 87         | 76         | 77         | 19         | 4         | 0         | 0         | 0         | 0         | 0         | 19         | 74         | 363        |
| Nombre de jours avec précipitations              | 5,8        | 4,8        | 7,8        | 9,5        | 10,9      | 10,6      | 12,8      | 13,2      | 11,9      | 8,9       | 7,7        | 6,5        | 110,3      |
| dont nombre de jours avec précipitations ≥ 10 mm | 0,9        | 0,5        | 0,9        | 1,7        | 3,3       | 2,9       | 4,3       | 5         | 4,5       | 2,6       | 1,6        | 1,4        | 29,7       |
| Nombre de jours avec neige                       | 11,8       | 11,2       | 10,9       | 2,4        | 0,7       | 0         | 0         | 0         | 0         | 0         | 2,5        | 9          | 49,9       |

| Diagramme climatique                                  |             |             |          |             |             |               |             |               |             |             |           |
| J                                                     | F           | M           | A        | M           | J           | J             | A           | S             | O           | N           | D         |
| −2,9−13,430,9                                         | −2−13,221,5 | 2,6−7,739,9 | 10,1−162 | 16,54,698,5 | 19,99,591,6 | 22,913,8134,4 | 23,915175,4 | 20,410,7149,1 | 14,23,788,2 | 6,6−2,751,4 | −0,5−1040 |
| Moyennes : • Temp. maxi et mini °C • Précipitation mm |             |             |          |             |             |               |             |               |             |             |           |